# Myrmica liui
Myrmica liui (лат.) — вид мелких муравьёв рода Myrmica (подсемейство мирмицины). Китай.

## Распространение
Южная Азия: Китай, автономный район Внутренняя Монголия, Helanshan, 38°52’29"N, 105°53’42"E, 2597 м.

## Описание
Мелкие красновато-коричневые муравьи длиной около 5 мм (голова и брюшко темнее) с развитыми шипиками заднегруди. Мезосома с менее грубыми извилистыми (чем у близких видов группы lobicornis) продольными морщинками, не очень длиннымси проподеальными шипами; петиоль различной формы, но никогда с хорошо развитой сплюснутой дорсальной площадкой. Тело с отстоящими волосками. Голова овальная, вытянутая, длина головы от 1,10 до 1,15 мм; ширина головы от 0,91 до 0,94 мм. Скапус усика рабочих изогнут у основания, но без зубца или лопасти на изгибе. Скапус средней длины (его длина от 0,85 до 0,90 мм), он достигает затылочный край головы. Стебелёк между грудкой и брюшком состоит из двух члеников: петиолюса и постпетиолюса (последний четко отделен от брюшка), жало развито, куколки голые (без кокона). Брюшко гладкое и блестящее. Особенности биологии не исследованы, кроме того, что муравейники найдены в почве на альпийских лугах.

## Систематика
Близок к видам из группы Myrmica lobicornis-group по форме основания усика рабочих и другим признакам. Сходен с видами комплекса M. kasczenkoi: M. angulinodis, M. commarginata, M. displicentia, M. kamtschatica. Вид был впервые описан в 2016 году китайскими энтомологами и Ж. Ченом (Zhilin Chen; Guangxi Key Laboratory of Rare and Endangered Animal Ecology, Guangxi Normal University, Гуйлинь, Гуанси), Ш. Жоу (Shanyi Zhou; College of Life Sciences, Guangxi Normal University) и Ж. Хуангом (Jianhua Huang; College of Forestry, Central South University of Forestry and Technology, Чанша, Хунань, Китай). Название вида M. liui дано в честь известного китайского мастера каллиграфии Liu Gongquan (кит. трад. 柳公權, упр. 柳公权, пиньинь Liu Kungch'üan, 778—865) из времён правления династии Тан.